# Дорогобуж
Дорогобуж (рус. Дорогобуж) град је у европском делу Руске Федерације и административни центар Дорогобушког рејона смештеног у централном делу Смоленске области. као град први пут се помиње 1150. године и један је од најстаријих градове Русије и Смоленске области.
Према процени националне статистичке службе, у граду је 2014. живело 10.242 становника.

## Географија
Град Дорогобуж смештен је на обе обале река Дњепар у његовом горњем делу тока. Налази се на око 115 км источно од административног центра области, града Смоленска. Неколико километара севрозападно од града налази се варошица Верхњедњепровски. Неколико километара источно од града у Дњепар се улива река Осма (као лева притока). У западним деловима града налази се мртваја Дњепра Карута.

## Историја
Дорогобуж се у писаним изворима први пут помиње 1150. као већ развијени град смоленске земље, и та година се уједно и сматра годином оснивања града. Првобитно се насеље помињало као Дорогобужец, а име потиче од старословенских речи „дороги бужать“ што значи премостити реку.
Град који се развио у горњем делу тока Дњепра, на важном путу из Смоленска у Москву од најранијих времена је имао важан стратешки и војни значај. Средином XIII века постаје делом Смоленске кнежевине. Заједно са Смоленском и Вјазмом, Дорогобуж у периоду 1403—1404. прелази под управу Велике Кнежевине Литваније.
Током маја и јуна 1500. године град је под опсадом држала војска Велике Московске кнежевине, а саставним делом московске државе постаје 1503. године. Пољски принц Владислав је 1617. успео да освоји град и присаједини га Пољско-литванској држави. У то време Дорогобуж постаје центар повјата Смоленског војводства, а већ 1625. добија Магдебуршко право и властити грб. У границама пољске државе остаје до 1654. када коначно постаје делом руске територије.

## Становништво
Према подацима са пописа становништва 2010. у граду је живело 10.720 становника, док је према проценама за 2014. град имао 10.242 становника.
| 1897. | 1959. | 1970. | 1979. | 1989.  | 2002.  | 2010.  | 2014.  |
| ----- | ----- | ----- | ----- | ------ | ------ | ------ | ------ |
| 6.500 | 5.823 | 6.663 | 7.488 | 12.254 | 12.250 | 10.720 | 10.242 |

## Градске знаменитости
- У граду се налази Петропавловска црква саграђена 1835. године.
- Остаци древног утврђења из предмонголског периода;
- У селу Болдино, око 20 км источно од града налази се Герасимо-Болдински мушки манастир РПЦ;
- Недалеко од града налази се модерни аутодром;[6].
- Свакако највећа градска атракција је огромна макета Земљиног глобуса висине 12 метара, пречника 10,5 метара и тежине 11,5 тона. Саграђена је 2007. и највећа је у Европи, а друга у свету (после Трамповог глобуса у Њујорку).[7][8].